# Adolphia infesta
Adolphia infesta là một loài thực vật có hoa trong họ Táo. Loài này được (Kunth) Meisn. mô tả khoa học đầu tiên năm 1837.